# Pedoulas

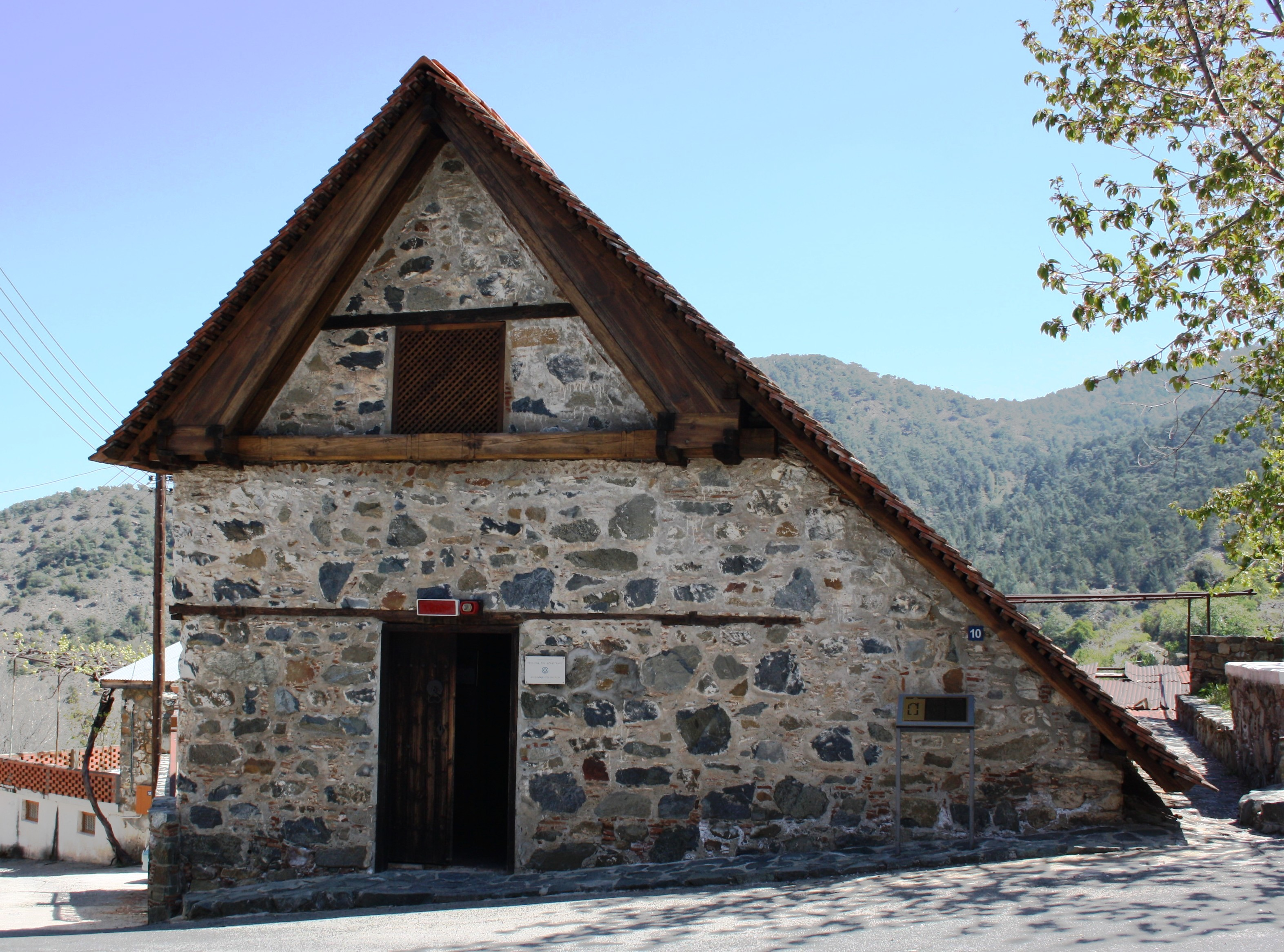
Iglesia del Arcángel Miguel

Pedoulas (en griego Πεδουλάς) es un pueblo de montaña en Chipre, que se encuentra a una altitud de unos 1.100 m en el valle Marathasa en las montañas Troodos, en el Distrito de Nicosia. El nombre se dice que deriva de las palabras pediada (valle) y laos (personas).
Pedoulas es conocida por la ubicación de la iglesia Archangelos Michael (Arcángel Miguel), incluida en el Patrimonio de la Humanidad por la UNESCO como una de las diez Iglesias pintadas de la región de Troodos. Además, el lugar cuenta con otras once iglesias y capillas.
En Pedoulas hay dos museos: el Museo Bizantino, inaugurado en 1999, en el que se exhiben iconos y en 2005 se abrió el Museo Folklórico.
En el censo de 2011 Pedoulas tenía 132 habitantes.